# Interim Register of Marine and Nonmarine Genera
L'Interim Register of Marine and Nonmarine Genera (IRMNG, en français littéralement le « Registre provisoire des genres marins et non marins ») est une base de données en ligne de taxinomie visant à recenser tous les genres biologiques connus.
Chaque page de taxon précise s'il est marin ou non, actuel ou fossile, et propose une classification depuis le règne, des synonymes, des taxons inféodés, la publication originale et le nom valide.
La base est tenue à jour par le biologiste et informaticien britannique Tony Rees.

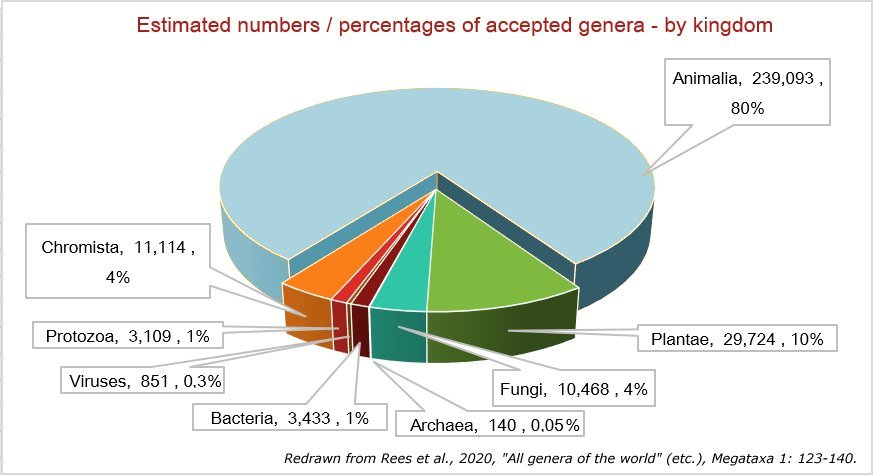
Estimation des totaux des genres acceptés par règne - selon des données fournies par Rees et al, 2020.